# Palazzo del Torto
Palazzo del Torto (dal nome della famiglia che vi abitò) si trova a Pisa tra via Ceci e piazza Crocifisso, poco distante dalla chiesa di San Martino.
Il palazzo attuale è frutto di una ristrutturazione tardo cinquecentesca, ma sono ancora visibili le tracce dell'originaria struttura medievale: i pilastri in pietra (medievali) e la decorazione in cotto (XV secolo).
In particolare l'arco sulla destra della facciata su via Ceci presenta la ghiera leggermente sporgente con il profilo dell'estradosso decorato da motivi calligrafici e una serie di dentelli. Accanto si apre il robusto portale rinascimentale con una cornice a bugnato in pietra.  
Al primo piano si apre una fila di finestre circondate da fantasiose cornici manieriste, mentre al secondo piano, lungo una cornice marcapiano, si allineano monofore circondate da cornici in bugnato. Le finestrelle dell'ultimo piano sono solo riquadrate in grigio. 